# Luna Park (film, 1992)
Pour les articles homonymes, voir Luna Park.
Pour plus de détails, voir Fiche technique et Distribution.
Luna Park est un film dramatique franco-russe réalisé par Pavel Lounguine, sorti en 1992.

## Synopsis
Une bande de nationalistes, racistes, antisémites et homophobes, dite « la bande des nettoyeurs », fait régner la terreur dans le quartier de Luna Park à Moscou ; mais la bande va connaître un tournant majeur lorsque le principal meneur, qui pensait être orphelin, apprend qu'il est en réalité le fils d'une famille juive.

## Fiche technique
- Titre : Luna Park
- Réalisation et scénario : Pavel Lounguine
- Directeur de la photographie : Denis Evstigneïev
- Directeur artistique : Pavel Kaplevitch (ru), Vladimir Posternak (ru)
- Compositeur : Isaak Schwarz, Oleg Karavaïtchouk
- Production : Ciby 2000, IMA Productions
- Pays d'origine : Russie
- Format : Couleurs - Stéréo - 35 mm
- Genre : Drame
- Durée : 111 minutes
- Date de sortie : 1992

## Distribution
- Oleg Borissov : Naoum Kheifitz
- Andreï Goutine : Andreï
- Natalia Yegorova (ru) : Alena
- Nonna Mordioukova : tata
- Mykhaïlo Holoubovytch : un muet
- Aleksandr Feklistov (ru) : Boris Ivanovitch
- Tatiana Lebedkova (ru) : prostituée
- Aleksandr Savine : Sanek
- Igor Zolotovitski (ru) : Patron de restaurant
- Liliana Lounguina (ru) : expatriée
- Klavdia Kozlenkova (ru) : cantonnier
- Ivan Ryzhikov (ru) : éisode
- Aleksandr Zaldostanov : chef de bande